# Telothyria placida
Telothyria placida là một loài ruồi trong họ Tachinidae.